# Frank Blunstone
Frank Blunstone (født 17. oktober 1934 i Crewe, England) er en engelsk tidligere fodboldspiller (venstre wing) og senere -træner.
På klubplan startede Blunstone sin karriere hos Crewe Alexandra i sin fødeby, men skiftede i 1953 til Chelsea i London. Her var han i 1955 med til at vinde det engelske mesterskab for første gang i klubbens historie. Han spillede i alt 11 år hos Chelsea og nåede at spille over 300 ligakampe for klubben.
Blunton spillede desuden fem kampe for Englands landshold, som han debuterede for 10. november 1954 i et opgør mod Wales.
Efter at have indstillet sin aktive karriere var Blunton i en årrække træner, blandt andet for Brentford F.C. i hjemlandet samt græske Aris Thessaloniki.

## Titler
Engelsk mesterskab
- 1955 med Chelsea